# Явір'я
Явір'я (пол. Jaworze) — лемківське село в Польщі, у гміні Новий Змигород Ясельського повіту Підкарпатського воєводства.
Населення — 87 осіб (2011).

## Розташування
Лежить на північних схилах Низьких Бескидів.
Знаходиться за 9 км до центру гміни села Новий Змигород, 24 км до повітового центру Ясло і 67 км до воєводського центру Ряшева, за 15 км від словацького кордону.

## Історія
Згадується в податковому реєстрі 1581 року як село Миколая Стадницького у Бецькому повіті, належало до парохії Святкова Велика, були 2 селянські подвір'я і господарство солтиса.
В селі не було власної церкви і воно належало до парохії в Дошниці. В 1790 р. в Дошниці взамін згорілої дерев'яної збудовано нову муровану церкву святого Вмч. Димитрія (відпустна Воздвиження Чесного Хреста). Парафіяльна школа в Дошниці служила також і для сіл Явір'я і Галбів. В 1841 р. в ній учителював Іван Скимбович. В 1888 р. в центрі Дошниці споруджено нову 4-класну школу.
В 1882 р. в Явір'ї проживало 269 осіб (усі — греко-католики).
На початку Першої світової війни проведена мобілізація та в Талергоф за москвофільство були вивезені кілька осіб, а парох Дошниці Олександр Сілецький невдовзі там помер. В 1915 р. на території села точилися запеклі бої. Разом з російськими військами втекла частина молодих людей, які за деякий час повернулись і були мобілізовані на італійський фронт.
4 серпня 1944 р. польськими шовіністами був убитий парох о. Микола Яськевич (його надгробок знаходиться біля церкви), після цього вже не було в Дошниці греко-католицького пароха. Восени 1944 р. фронт зупинився за 5 км від села і німці за один день вигнали всіх жителів чотирьох сіл: Дошниці, Галбова, Котані та Явір'я. Родини без малих дітей вивезли на роботи до Німеччини, а решту відправили на будівництво оборонних споруд у Карпатах.
До 1945 року в селі було чисто лемківське населення: зі 160 жителів — всі 160 українці.
До 1945 р. греко-католики села належали до парохії Дошниця Дуклянського деканату, до якої також входили Березова, Галбів, Скальник і Кути. Метричні книги провадились від 1784 р.
Після проходження фронту більшість хат були спалені або розібрані. Не було, що їсти й де жити, тому більшість були задурені обіцянкою будинків, землі, хліба і добробуту й погодились в 1945 р. на переселення в СРСР. Забрали з собою частину внутрішнього облаштування православної церкви і виїхали здебільшого в околиці Калуша. А решту 17 осіб у 1947 році між 25 і 31 травня в результаті операції «Вісла» були депортовані на понімецькі землі Польщі, на їх місце були поселені поляки.
У 1975—1998 роках село належало до Кросненського воєводства.

## Демографія
Демографічна структура станом на 31 березня 2011 року:
|          | Загалом | Допрацездатний вік | Працездатний вік | Постпрацездатний вік |
| -------- | ------- | ------------------ | ---------------- | -------------------- |
| Чоловіки | 43      | 6                  | 33               | 4                    |
| Жінки    | 44      | 8                  | 25               | 11                   |
| Разом    | 87      | 14                 | 58               | 15                   |